# Glicació
La glicació és el procés enzimàtic que uneix sacàrids per a produir glicans, que s'adhereixen a proteïnes, lípids o altres molècules orgàniques. La glicació és una forma de modificació co-traduccional i post-traduccional. Els glicans tenen diferents funcions en la membrana i les proteïnes de secreció. La majoria de les proteïnes que se sintetitzen al reticle endoplasmàtic rugós són glicosilades després. És un procés dirigit per enzims i condicionat per llocs específics d'unió. La glicació està també present en el citoplasma i en el nucli en forma d'O-GlcNAc.
D'aquesta manera són produïts 5 tipus de glicans: N-glicans units al nitrogen de la cadena lateral d'un residu d'asparagina o arginina, O-glicans units a l'hidroxi-oxigen de la cadena lateral de la serina, la treonina, la tirosina, la hidroxilisina o la hidroxiprolina o als oxígens de lípids com la ceramida; també, fosfoglicans units mitjançant un fosfat de la fosfoserina; C-glicans, una forma rara de glicació on el sucre s'adhereix al carboni de la cadena lateral del triptòfan; i glipiació, que és l'addició del GPI que connecta proteïnes amb lípids a través d'unions amb glicans.

## Funcions
Les cadenes de polisacàrids unides a les proteïnes tenen diferents funcions. Per exemple, algunes proteïnes no es poden plegar correctament si no han estat glicosilades primer. D'altra banda, els polisacàrids units a l'amida del nitrogen de l'asparagina d'una proteïna aporten estabilitat a algunes proteïnes de secreció. Tot i així, s'ha demostrat en certs experiments que la glicació en aquest cas no és estrictament necessària per a un correcte plegament, tot i que les proteïnes no glicosilades són degradades més ràpidament. La glicació té un paper important també en l'adhesió intercel·lular.

## Mecanismes
Hi ha diferents tipus de mecanismes a través dels quals es produeix la glicació, encara que tots tenen una base molt semblant:
- La glicació, a diferència de la glicació, és un procés enzimàtic.
- La molècula donadora és normalment un sucre dels nucleòtids activats.
- El procés requereix llocs d'unió específics.

## Tipus de glicació

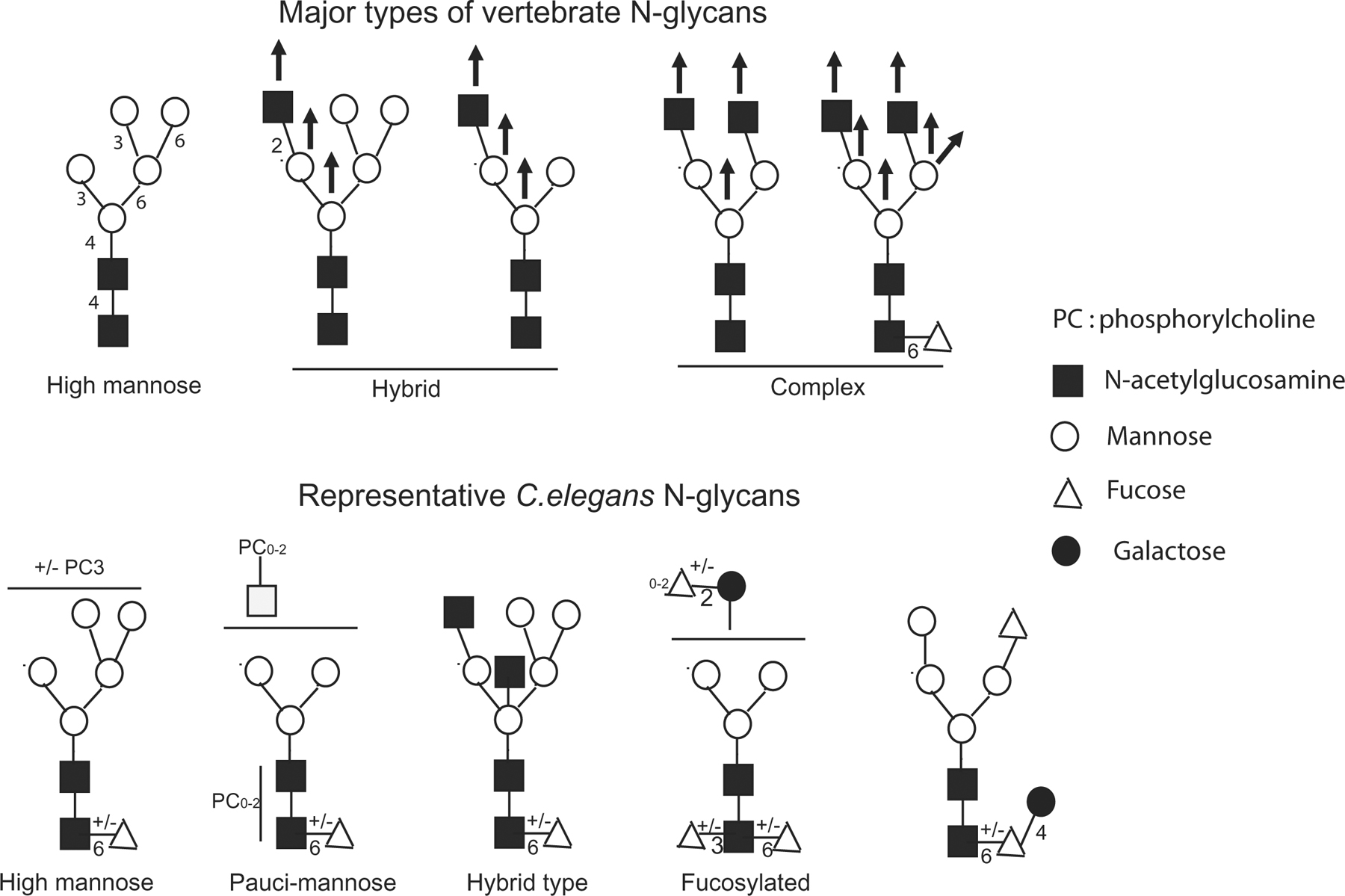
Visió comparativa dels tipus més importants de N-Glicans i algun exemple dels N-Glicans del C.elegans

### N-glicació
La N-glicació és important per al plegament d'algunes proteïnes de cèl·lules eucariotes, moltes d'arqueus i molt rarament de bacteris.
En els eucariotes, la majoria de les N-glicacions comencen amb l'addició d'un sucre de 14 monosacàrids a un aminoàcid d'asparagina de la cadena proteica que va a ser glicosilada. L'estructura d'aquest oligosacàrid és comuna a la majoria dels eucariotes i està formada per 3 glucoses, 9 manoses i 2 N-acetilglucosamines. Un complex conjunt de proteïnes adhereix aquesta cadena ramificada a una molècula transportadora anomenada dolicol, i a continuació és transmesa al lloc apropiat (aquesta asparagina) alhora que és translocada a l'interior del lumen del reticle endoplasmàtic.
Hi ha tres tipus principals de glicoproteïnes resultants de la N-glicació: oligosacàrids amb alt contingut de manosa, oligosacàrids complexes i oligosacàrids híbrids.
- Els oligosacàrids amb alt contingut de manosa estan constituïts bàsicament per 2 N-acetilglucosamines i molts residus de manosa, habitualment quasi els mateixos que hi havia al precursor abans de ser enganxat a la proteïna (és a dir, generalment 8-9).
- Els oligosacàrids complexes reben aquest nom perquè poden contenir pràcticament qualsevol nombre d'altres tipus de sacàrids, inclús pot ampliar el nombre de N-acetilglucosamines inicials.[2]

- Els oligosacàrids híbrids seran per tant aquells que conten els dos tipus de glicacions en zones diferents de la proteïna. Tot i així un dels dos tipus de glicacions prendrà més importància depenent de l'accessibilitat que presente per a ser modificada en l'aparell de Golgi. Si les manoses són accessibles probablement seran modificades i es convertiran en oligosacàrids complexes.

Perquè es produeixi la unió de la cadena d'oligosacàrids a l'asparagina, és necessària una seqüència d'aminoàcids coneguda com a seqüència de glicació que l'oligosacaril transferasa reconeixerà. Aquesta consta de tres pèptids que poden ser: Asn-X-Ser o Asn-X-Thr on X podrà ser qualsevol aminoàcid excepte la prolina. Després de la unió de l'oligosacàrid i una vegada la proteïna ha estat plegada correctament, els tres residus de glucosa són eliminats i la glicoproteïna queda preparada per ser exportada del RE i transportada fins a l'aparell de Golgi on es poden eliminar altres monosacàrids (manoses principalment). Les proteïnes madures poden contenir entre 5 i 9 residus de manosa i l'eliminació posterior d'alguns d'aquests forma una estructura central de 3 manoses i 2 N-acetilglucosamines que després podrà ser ampliat amb galactosa, fucosa, àcid siàlic o N-acetilgalactosamina.
La glicació d'asparagines s'ha observat també en organismes poc complexos o bacteris on s'adhereixen GalNAc, glucoses, i ramnosa.
S'ha de ressaltar que segons es desprèn de diferents estudis, la glicació no pareix ser necessària per a un correcte transport de la proteïna, com es podria pensar. S'ha observat que en alguns estudis sobre substàncies que bloquegen alguns dels passos de la glicació, o sobre cèl·lules mutades que tenen una deficiència en algun dels enzims implicats en la glicació, la cèl·lula segueix produint proteïnes que són correctament dirigides al seu destí i, per tant, no s'altera el seu funcionament.

### O-glicació

#### O-N-acetilgalactosamina (O-GalNAc)
L'O-glicació es dona en etapes posteriors del processament de la proteïna, probablement a l'aparell de Golgi. Aquesta consisteix en l'addició de N-acetilgalactosamines als residus de serina i treonina d'algunes proteïnes mitjançant l'enzim UDP-N-acetil-D-galactosamina:polipèptid N-acetilgalactosaminiltransferasa (EC 2.4.1.41), seguida per l'addició d'altres carbohidrats (com galactosa i àcid siàlic). Aquest procés és important per a alguns tipus de proteoglicans, que inclouen l'addició de cadenes de glicosaminoglicans a una proteïna central inicialment no glicosilada. Aquestes addicions ocorren normalment als residus de serina i pareixen estar involucrades en alguna d'aquestes dues funcions principals: La primera és la secreció dels components de la matriu extracel·lular, participant en l'adhesió intercel·lular a través de les interaccions entre les llargues cadenes de proteoglicans. La segona, és la de formar part de les secrecions de mucosa, on l'alta concentració d'aquests polisacàrids confereix la viscositat pròpia d'aquesta substància.
Les proteïnes que circulen per la sang no solen estar O-glicosilades, només ho estan les immunoglobulines IgA i IgD (anticossos) i l'inhibidor de C1.

#### O-fucosa
La fucosa és adherida entre la segona i la tercera cisteïna conservades de les repeticions d'EGF-like en la proteïna Notch i a altres substrats mitjançant l'enzim GDP-fucose protein O-fucosyltransferase 1, i a repeticions de trombospondina mitjançant l'enzim GDP-fucose protein O-fucosyltransferase 2. En el primer cas, el monosacàrid es pot prolongar posteriorment fins a formar un tetrapolisacàrid mitjançant l'addició seqüencial de GlcNAc, galactosa i àcid siàlic; en el segon cas, la cadena pot ser allargada fins a convertir-se en un disacàrid a través de l'addició d'una glucosa. Cal ressaltar que els dos enzims implicats han estat localitzats al RE, cosa poc usual quan es tracta de glicosiltransferases, que es troben normalment a l'aparell de Golgi.

#### O-glucosa
La glucosa s'afegeix entre la primera i la segona cisteïna conservades de les repeticions d'EGF-like en la proteïna Notch i possiblement a altres substrats mitjançant l'enzim O-glucosiltransferasa. Aquest es troba, igual que les O-fucosiltransferases, en el RE, i la seva funció és necessària per al correcte plegament de les seqüències repetitives de la proteïna de Notch, alhora que incrementa la secreció d'aquest receptor.

#### O-N-acetilglucosamina (O-GlcNAc)
La GlcNAc s'adhereix a residus de serina i treonina mitjançant l'enzim O-GlcNAc transferasa. Aquest procés es dona en residus que són alhora susceptibles de ser fosforilats per la serina/treonina cinasa, i només es pot donar un dels dos processos simultàniament. Açò és molt important de manera indirecta, ja que afecta els processos de fosforilació/defosforilació que han demostrat ser tan importants en la regulació i la transmissió de senyals dins la cèl·lula. Per això no es pot ignorar aquest tipus de glicació en tot tipus d'estudis sobre la regulació cel·lular (la majoria d'ells centrats en les cèl·lules canceroses).
S'ha trobat també que l'addició i eliminació dels O-GlcNAc té un paper important en la regulació de les vies que es troben alterades en els pacients que pateixen diabetis mellitus. El gen que codifica la GlcNAcasa ha estat relacionat amb la diabetis mellitus no dependent d'insulina. Aquest constitueix el pas final en la via de senyalització de l'hexosamina mitjançant la qual la cèl·lula reconeix i respon als seus recursos energètics.

#### O-N-acetilglucosamina en altres contexts
Recentment s'ha trobat que la O-GlcNAc es dona també entre la cinquena i la sisena cisteïna conservades de les repeticions d'EGF-like en la proteïna de Notch. Tot i així, encara no s'ha determinat com ocorre, però s'assumeix que tal com passa amb la O-glucosa i la O-fucosa existeix un enzim específic que es troba al RE.

#### O-manosa
La manosa es transfereix de la manosa-p-dolicol a residus de serina o treonina en les proteïnes de secreció. L'O-manosilació es dona tant a organismes eucariotes com procariotes.

#### glicació del col·lagen
Moltes de les lisines del col·lagen són hidroxilades per a obtenir hidroxilisina i després se'ls afegeix una glicació per addició de galactosa. Aquest monosacàrid es pot, després, prolongar amb l'addició de glucosa.
El procés es dona en el RE i és necessari per al correcte funcionament les col·lagen.

#### glicació de la hidroxiprolina
La prolina, de la mateixa manera que la lisina, és hidroxilada en el col·lagen. Aquí però, no es dona glicació, ja que la hidroxiprolina és necessària per a formar la triple hèlix del col·lagen (pels ponts d'hidrogen que forma). Les plantes, en canvi, sí que poden afegir galactosa i arabinosa a la hidroxilprolina.

#### glicació de la glicogenina
La glicogenina (enzim que intervé en la síntesi del glicogen) del teixit hepàtic i del muscular està glicosilada amb una glucosa en un residu de tirosina. Aquest és l'únic exemple conegut de glicació de la tirosina.

#### glicació de la ceramida
La ceramida pot ser glicosilada amb galactosa o glucosa adherides als grups hidroxil del lípid. El monosacàrid pot ser després prolongat, mitjançant l'addició d'una galactosa, convertint-se en un disacàrid.

#### Proteoglicans
Els proteoglicans estan formats per una proteïna central i molts glicans adherits a aquesta. Aquestes cadenes de glicans comencen amb l'addició de xilosa a residus de serina. Aquesta és l'única ocasió coneguda en què la glicació comença amb l'addició de xilosa directament a la proteïna a part de la que té lloc en la fosfoserina de la Dictyostelium.

### glicació de fosfoserines
S'han publicat referències de glicacions de fosfoserines a través de l'addició de xilosa, fucosa, manosa i GlcNAc. Tot i així, l'addició de fucosa i GlcNAc només s'ha observat Dictyostelium, la de manosa en Leishmania mexicana i la xilosa en Trypanosoma cruzi.

### C-manosilació
La C-manosilació es dona per l'addició d'una manosa al primer residu de triptòfan en la seqüència W-X-X-W (on X pot ser un aminoàcid qualsevol). Aquesta modificació té lloc principalment en la trombospondina, tot i que pot aparèixer en altres llocs. Aquesta és una glicació molt inusual perquè el sucre no s'adhereix a àtoms reactius com el nitrogen o l'oxigen, sinó a un carboni.

### Ancoratge del GPI (glipació)
L'ancoratge del GPI és una forma especial de glicació. Aquesta consisteix en l'ancoratge d'una proteïna a un lípid a través d'una cadena de glicans.